# Eppstein (Frankenthal)
Eppstein is een plaats in de Duitse gemeente Frankenthal, deelstaat Rijnland-Palts, en telt 2579 inwoners (2006).
Eppstein · Flomersheim · Kernstadt · Mörsch · Studernheim